# Batteridrivet fartyg

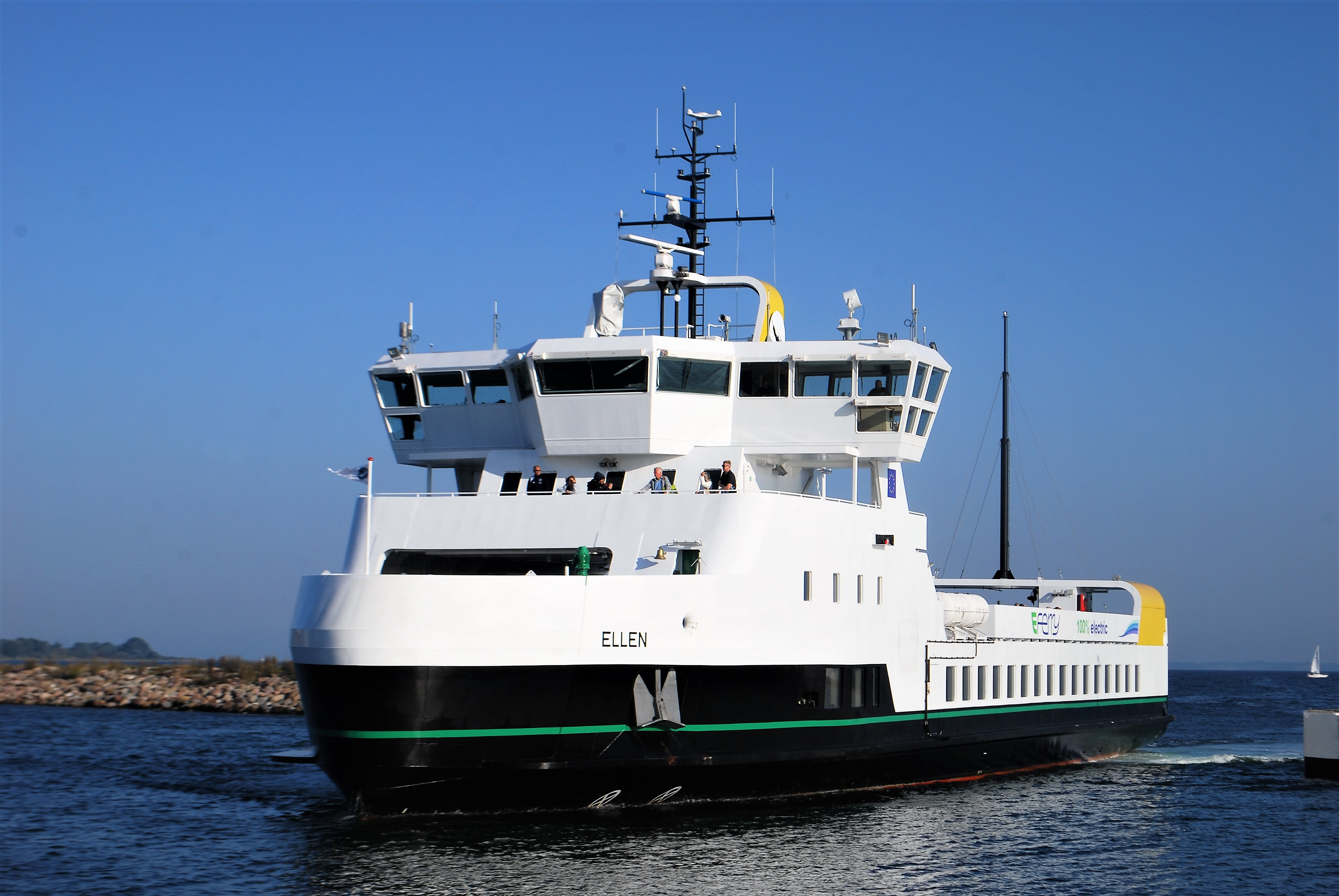
Elfärjan Ellen, mellan Als och Ærø i Danmark

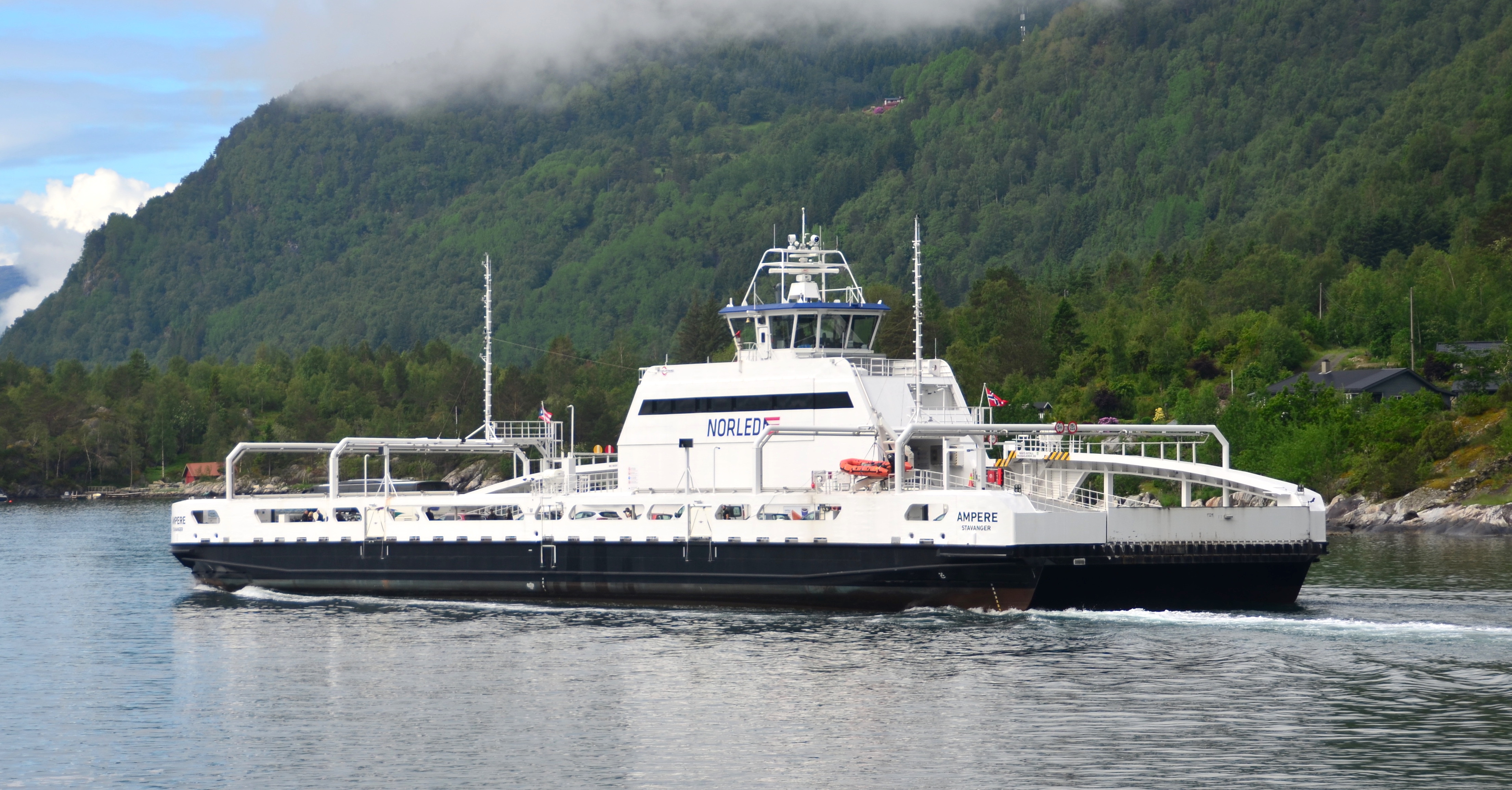
M/F Ampere på Sognefjorden 2017

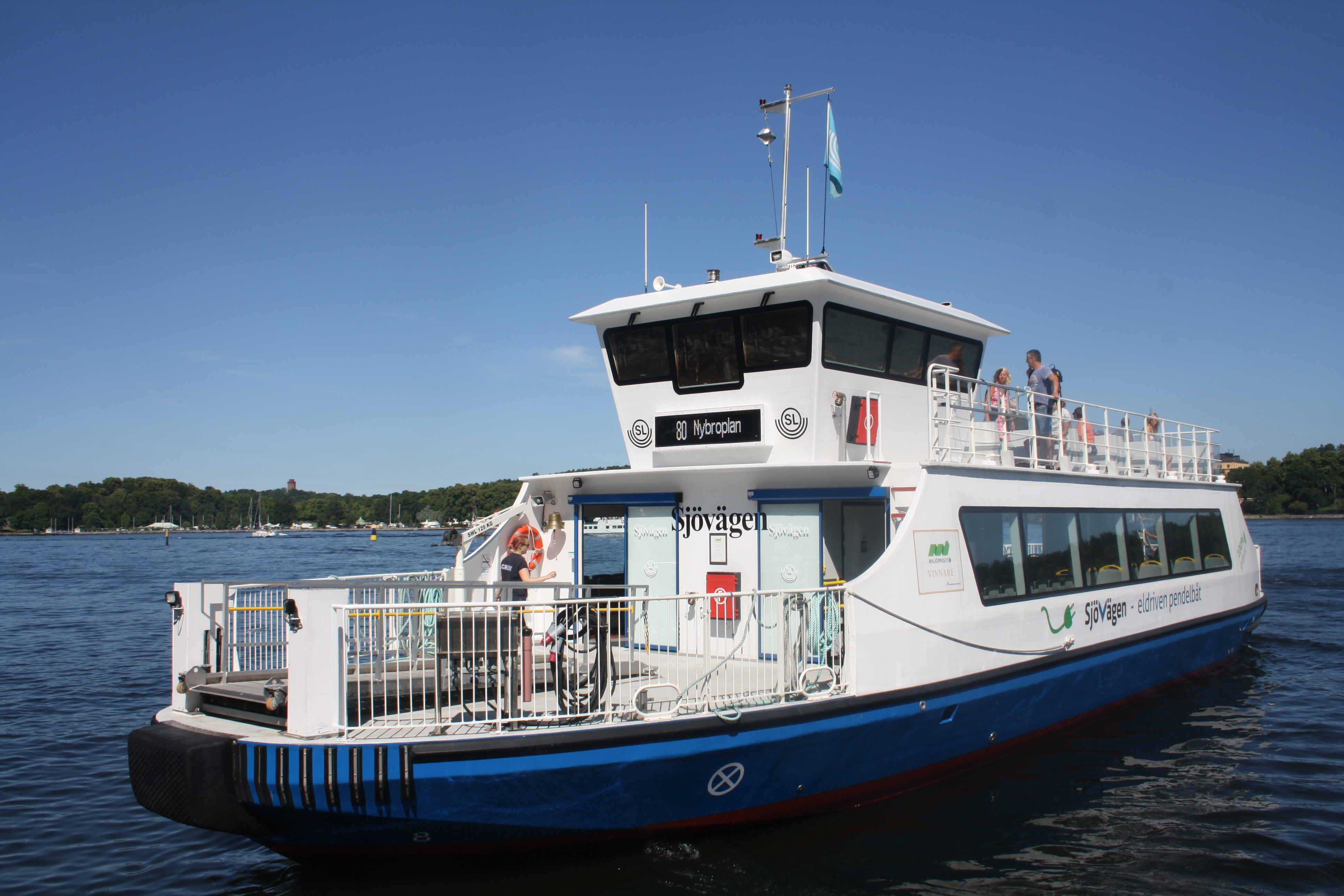
E/S Sjövägen vid Kvarnholmen i Nacka 2016

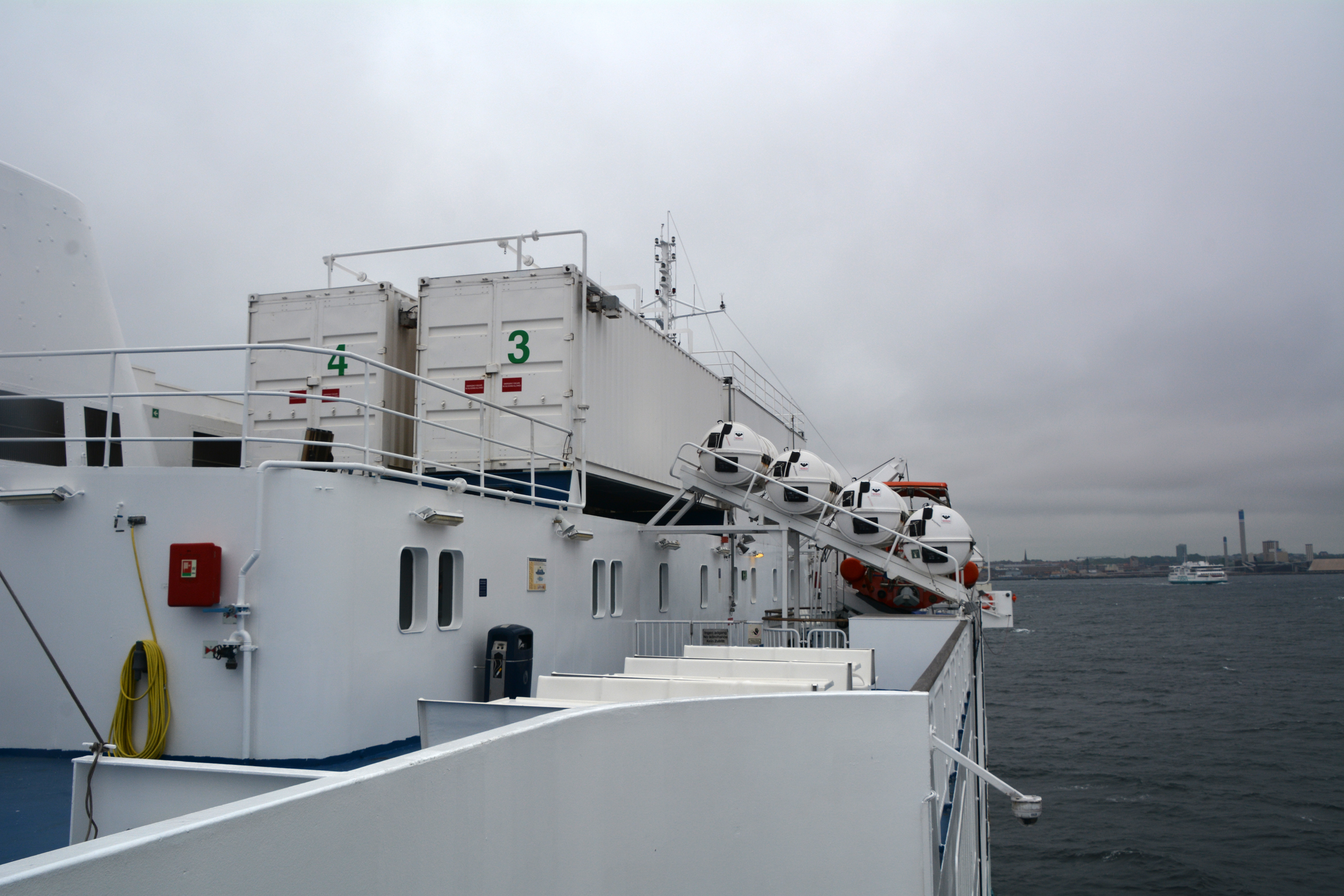
Battericontainrar på E/S Tycho Brahe 2019

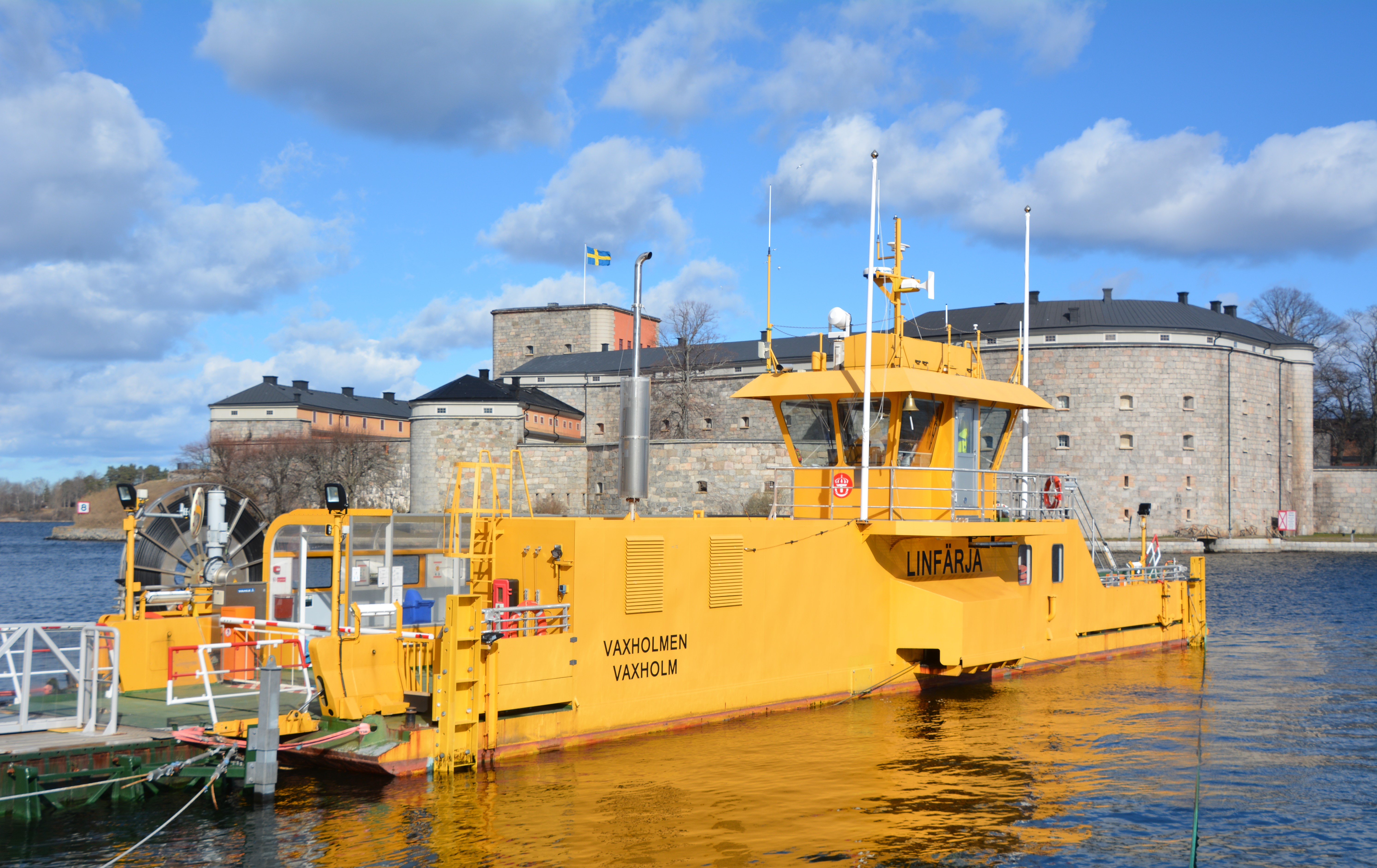
Kabelfärjan M/S Vaxholmen i Vaxholm. Kabeltrumman syns till vänster i bilden.

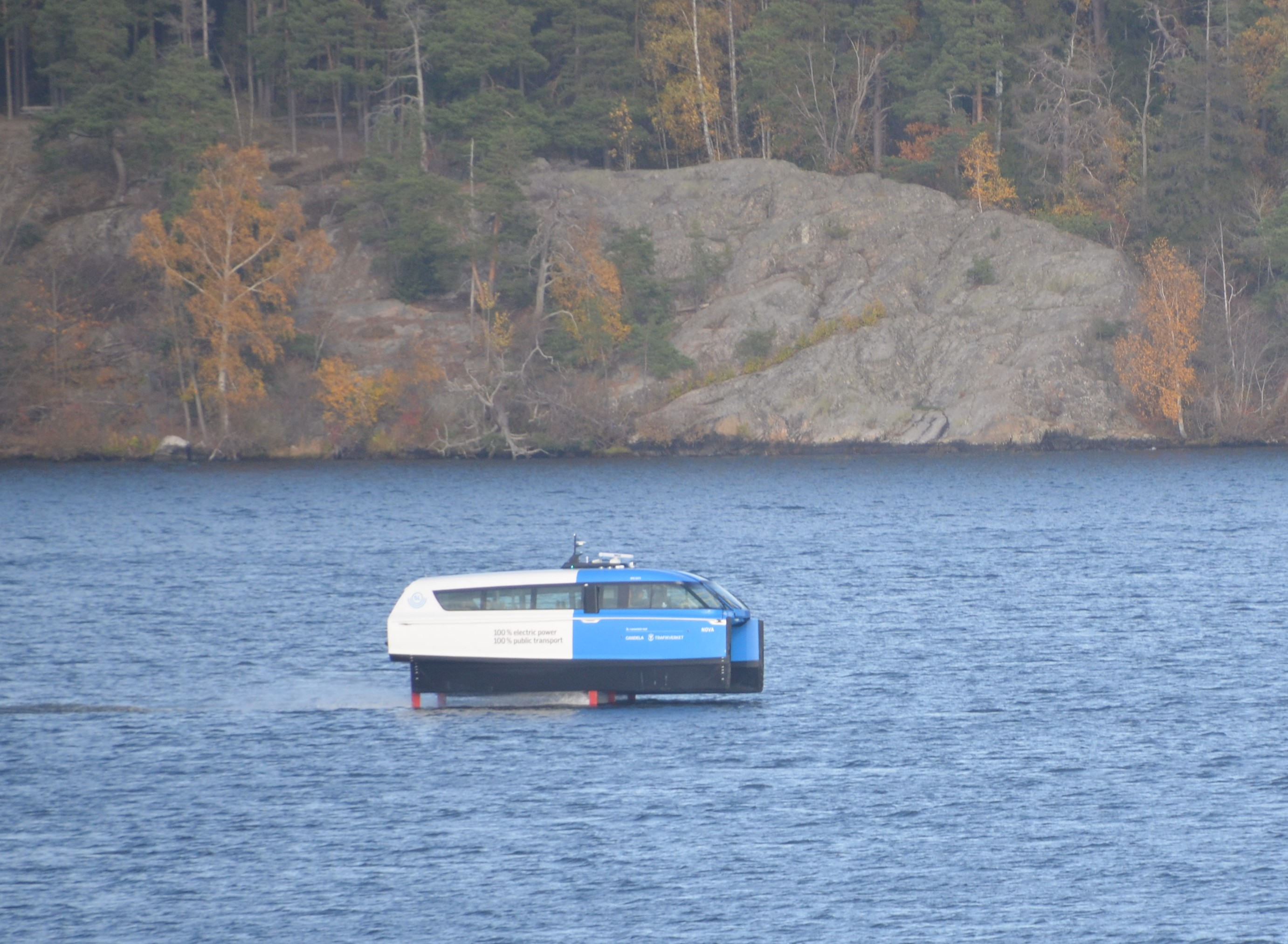
Pendelbåten Candela P-12 Shuttle på testseglats i Stockholm, 2024

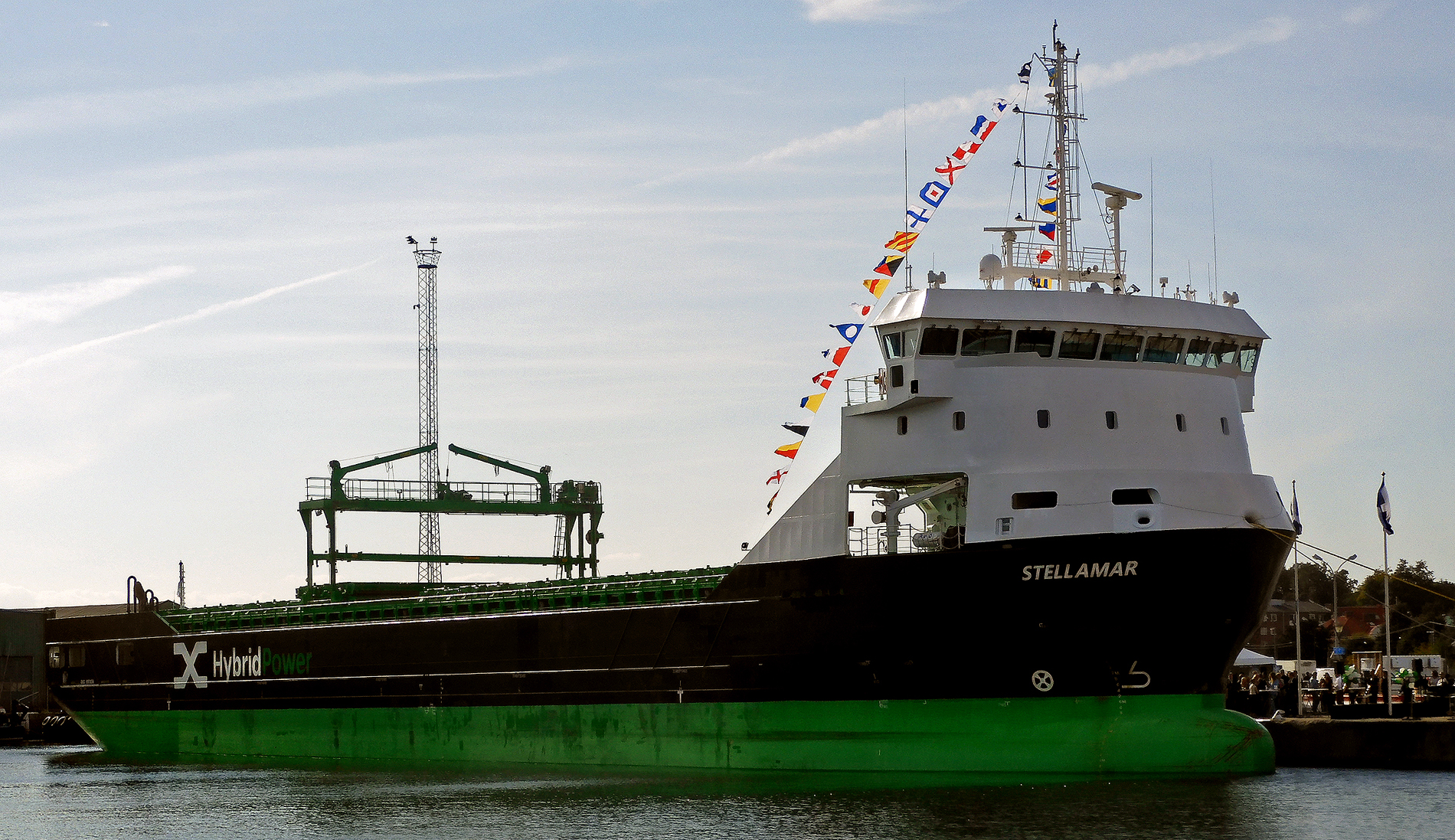
Hybridfartyget M/S Stellamar

Batteridrivna fartyg har utvecklats i kommersiell drift på 2010-talet, framförallt som laddhybrider för färjor.

## Sverige
I Stockholm togs 2014 två batteridrivna lokala pendlingsbåtar i drift: den nybyggda 24,5 meter lång E/S Sjövägen för upp till 150 passagerare i trafik Stockholm-Nacka för Storstockholms lokaltrafik och den ombyggda 23 meter långa E/S Movitz för högst 98 passagerare i Mälaren.
Trafikverket Färjerederiet beställde 2018 sin första laddhybrid-bilfärja, den 100 meter långa  Tellus, vilken levererades 2019 och började trafikera den två kilometer långa Gullmarsleden mellan Finsbo och Skår över Gullmarsfjorden. Den går i 11 knop och tar 80 bilar och knappt 300 passagerare. 
Sedan april 2016 har Trafikverket för Vaxholms stad haft den elektriska personfärjan M/S Vaxholmen i trafik på Kastelletleden i Vaxholm mellan staden och Vaxholms kastell. Vaxholmen är en färja, som drivs med el via en kabel från kaj i Vaxholm, som rullas ut från en kabeltrumma på färjan.

## Norge
Norges första bilfärja med batteridrift var den 80,8 meter långa katamaranen M/F Ampere, som i maj 2015 sattes in av Norled på den 5,7 kilometer och 20 minuter långa rutten Lavik–Oppedal över Sognefjorden. M/F Ampere tar 120 personbilar och 360 passagerare.
Norled beställde också i årsskiftet 2017/2018 en hybridfärja, en 24 meter lång katamaran med plats för 86 passagerare, som från januari 2019 avses att rutten Haugesund–Røvær. Den anses vara världens första kommersiella snabbfärja, med en hastighet på 20 knop. 
Handelsgödseltillverkaren Yara International beställde 2018 det batteridrivna containerfartyget Yara Birkeland, vilket sattes i trafik 2022. Den seglar i pendeltrafik i Norge med gods mellan en fabrik i Porsgrunn och två närbelägna hamnar, till att börja med bemannad, för att senare bli fjärrstyrd och slutligen bli ett självseglande fartyg.
Till Color Line levererades 2019 färjan Color Hybrid.

## Finland
Finlands första hybridelektriska bilfärja var den 98 meter långa M/F Elektra, som 2017 började trafikera den 1,6 kilometer långa rutten mellan Pargas och Nagu i Skärgårdshavet för det staliga Finlands färjetrafik AB, också benämnt Finferries. Elektra tar 90 bilar och 375 personer och har en högsta hastighet på 11 knop.

## Danmark
Scandlines färjebolag HH-linjen byggde 2017–2018 om sina färjor M/S Tycho Brahe och M/S Aurora på den 20 minuter långa rutten Helsingborg–Helsingør till laddhybriddrift. Två containrar med ackumulatorer har monterats högst upp på vardera fartyget.
E/F Ellen går sedan september 2019 mellan färjeläget Fynshav på ön Als och orten Søby på ön Ærø. Ägare Ærø Kommune. Färjan är 60 meter lång, 13 meter bred och väger 650 ton. Batteripacket på 4,3 MWh. Färjans räckvidd är 22 sjömil, vilket motsvarar cirka 40 kilometer på en laddning. Avståndet sjövägen mellan Fynshav och Søby är 20 kilometer, nära 11 sjömil.